# Organopónicos

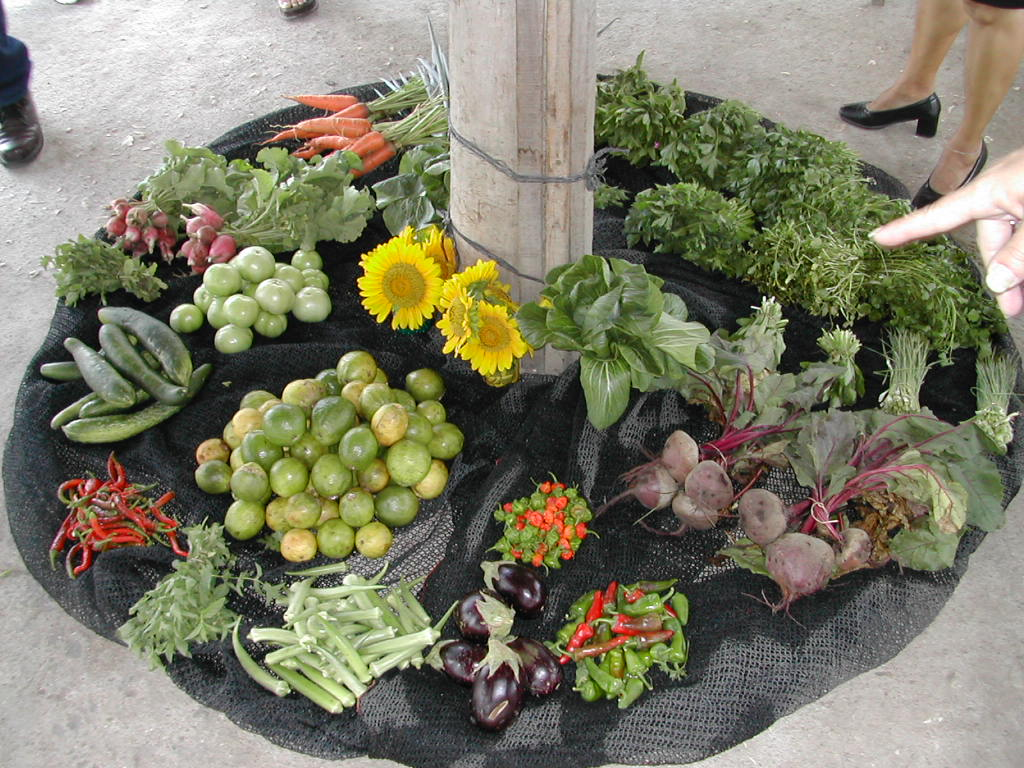
Groenten en bloemen afkomstig van de Organopónicos in Cuba.

Organopónicos zijn een systeem van volkstuinen in Cuba. Organopónicos verschaffen werkgelegenheid, verse producten voor de lokale bevolking en een vergroening van het stadslandschap. 
De organopónicos ontstonden als antwoord op de verslechteringen die ontstonden als gevolg van het wegvallen van de handelsbetrekkingen met de Sovjet-Unie. Ze worden gemeenschappelijk beheerd, zijn openbaar, en worden gesubsidieerd door de Cubaanse overheid.